# 765 до н. е.

## Події
- Початок правління фараона Двадцять третьої династії Рудамона. Його влада поширювалась лише на невелику частину Верхнього Єгипту від Гераклеополя до Фів;
- Цар Куша Кашта сходить на трон.